# Anhydride oxalique
L'anhydride oxalique ou anhydride éthanedioique, aussi appelé oxiranedione, est un composé organique hypothétique de formule C2O3 qui peut être vu comme l'anhydride de l'acide oxalique ou la double cétone de l'oxirane. c'est aussi un oxyde de carbone.
Ce composé simple n'a apparemment pas encore été observé (en 2009). En 1998, toutefois, Paolo Strazzolini et d'autres ont déclaré la synthèse de la dioxanetétracétone (C4O6), qui peut être considéré comme le dimère cyclique de l'anhydride oxalique.